# Гарксгайм
Гарксгайм (нім. Harxheim) — громада в Німеччині, розташована в землі Рейнланд-Пфальц. Входить до складу району Майнц-Бінген. Складова частина об'єднання громад Боденгайм.
Площа — 3,51 км2. Населення становить 2393 ос. (станом на 31 грудня 2020).

## Галерея

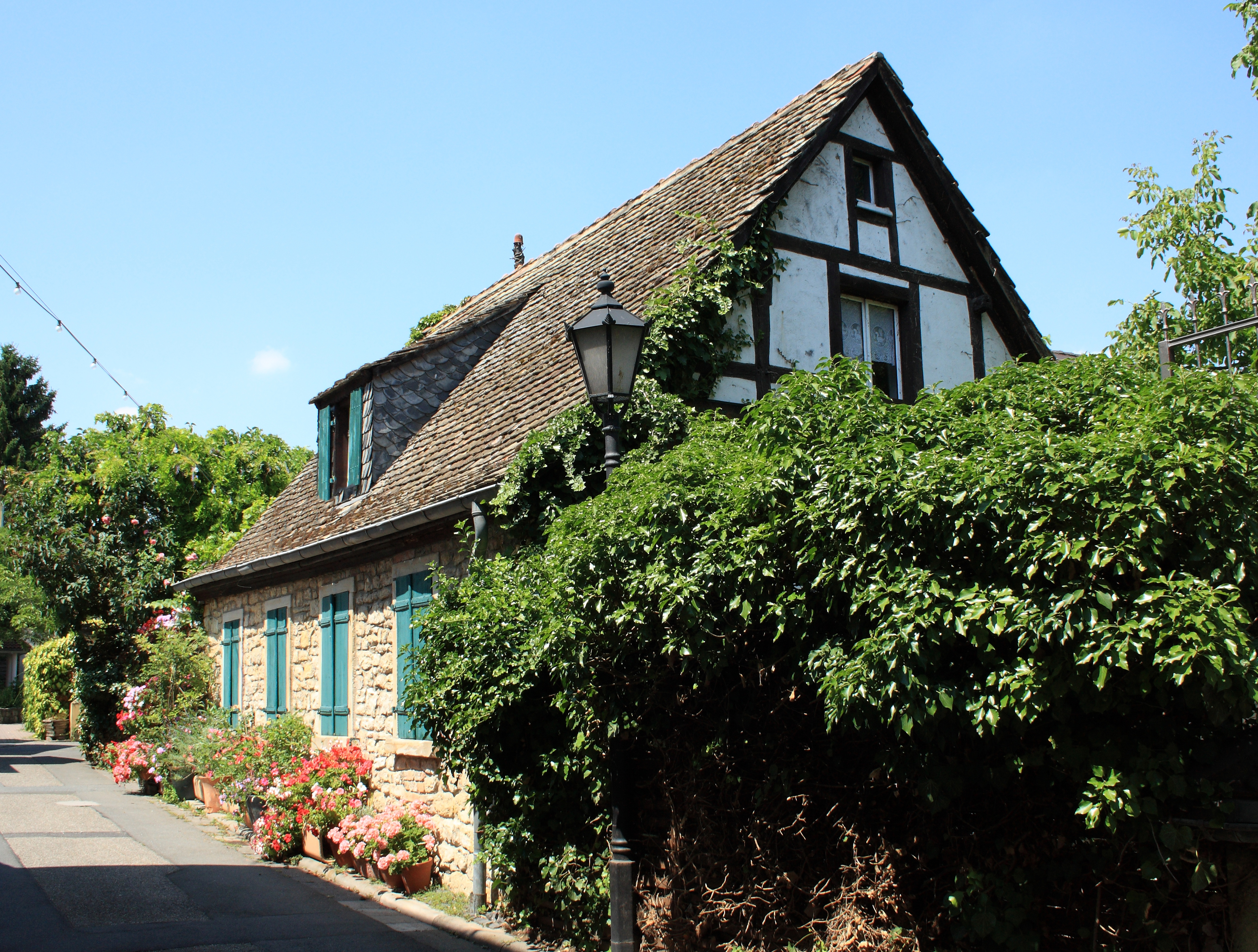
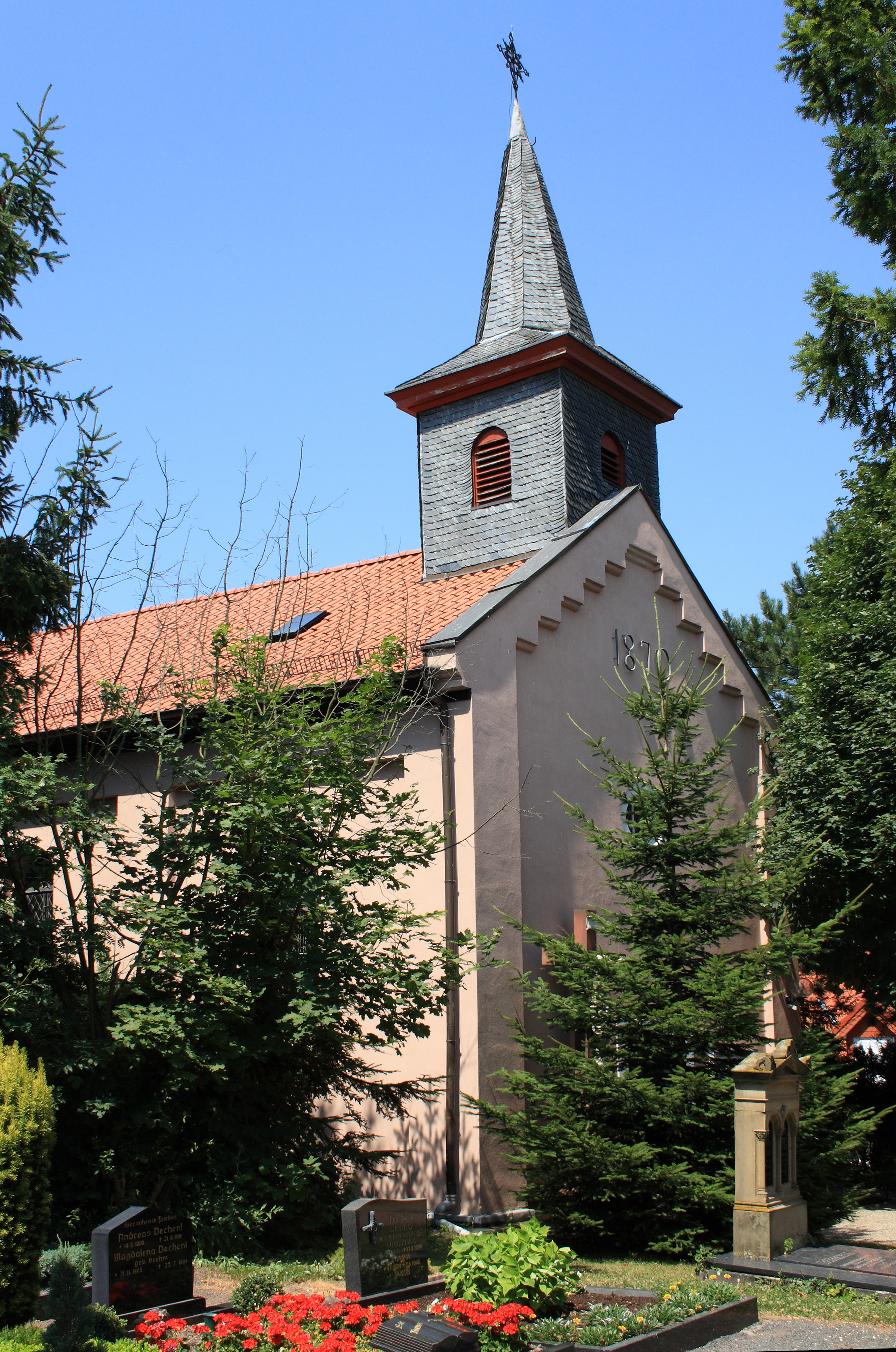
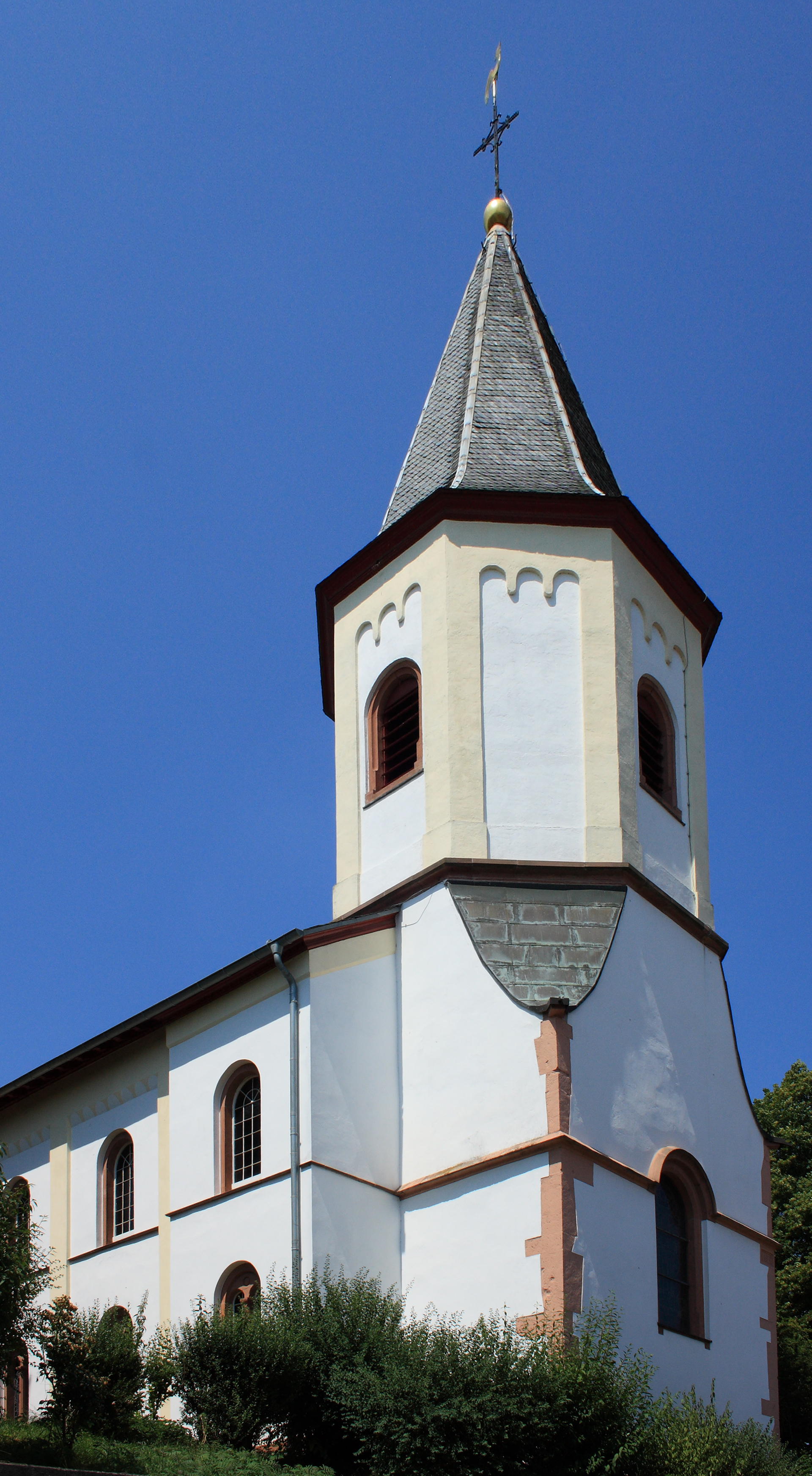